# Крохмаль, Александр Викторович
Александр Викторович Крохмаль (22 ноября 1977, Ашхабад) — туркменский, украинский и казахстанский футболист, нападающий. Выступал за сборную Казахстана.

## Клубная карьера
Воспитанник туркменского футбола, выступал на родине за клубы высшего дивизиона — ашхабадские «Ниса» и «Дагдан».
В начале 1999 года перебрался на Украину, где выступал за клуб «Борисфен». Провёл пять неполных сезонов, сыграв более 100 матчей во второй и первой лигах Украины. В сезоне 1999/00 стал победителем зонального турнира второй лиги и обладателем Кубка второй лиги. В сезоне 2002/03 команда стала серебряным призёром первой лиги и вышла в высшую, однако футболист не доиграл тот сезон до конца.
В 2003 году выступал за ташкентский «Пахтакор», в его составе стал чемпионом и обладателем Кубка Узбекистана, в чемпионате сыграл 16 матчей и забил 6 голов. Полуфиналист Кубка Содружества 2003 года, забил на турнире 3 гола.
С 2004 года играл за клубы Казахстана. В высшей лиге дебютировал в составе «Ордабасы» 3 апреля 2004 года в матче против «Экибастузца», заменив на 53-й минуте Александра Сухарева. Первый гол забил 21 апреля 2004 года в ворота «Жетысу». Всего в своём первом сезоне забил 9 голов, во втором — 15, в том числе 30 апреля 2005 года сделал «хет-трик» в ворота «Алма-Аты». В обоих этих сезонах был лучшим бомбардиром своего клуба, а в 2005 году занял второе место в споре бомбардиров чемпионата. Сезон 2006 года начал неудачно, не забив в первом круге ни одного гола, и покинул «Ордабасы».
Летом 2006 года перешёл в «Жетысу», где за оставшуюся часть сезона забил 10 голов в первой лиге, а команда стала победителем зонального турнира. Затем ещё год отыграл за «Жетысу» в высшей лиге, а в 2008 году играл в высшей лиге за «Мегаспорт», после чего завершил профессиональную карьеру.

## Карьера в сборной
В Туркменистане играл за сборные страны младших возрастов, в том числе за молодёжную сборную.
После перехода в казахстанский клуб получил гражданство Казахстана, и в новых документах был указан 1981 год рождения. Сыграл несколько матчей за олимпийскую сборную Казахстана (до 23 лет). В дальнейшем обман раскрылся, но ни футболист, ни Федерация футбола Казахстана не понесли ни каких санкций.
В национальной сборной Казахстана дебютировал 4 июня 2005 года в отборочном матче чемпионата мира против Украины, отыграв все 90 минут. Всего провёл 3 матча за сборную Казахстана, все — летом 2005 года.